# Copa Libertadores 1967
Navigation
Édition précédente Édition suivante
La Copa Libertadores 1967 est la 8e édition de la Copa Libertadores. Le club vainqueur de la compétition est désigné champion d'Amérique du Sud 1967 et se qualifie pour la Coupe intercontinentale 1967.
C'est le club argentin du Racing Club de Avellaneda qui remporte la compétition cette année après avoir battu les Uruguayens du Club Nacional de Football en finale. C'est le tout premier titre continental du club et le troisième pour le football argentin. L'attaquant du Racing Norberto Raffo termine meilleur buteur avec quatorze réalisations.
La compétition conserve le même format que lors de l'édition précédente. Vingt équipes sont engagées avec deux représentants par fédération. Les phases de poules restent identiques : la première voit les deux premiers de chaque groupe se qualifier pour la suite alors que la seconde ne qualifie que deux clubs pour la finale. Le tenant du titre entre en lice lors du second tour de poules.

## Clubs participants
- Club Atlético Peñarol - Tenant du titre
- Racing Club de Avellaneda - Champion d'Argentine 1966
- Club Atlético River Plate - Vice-champion d'Argentine 1966
- Club Bolívar - Vainqueur de la Copa Simón Bolivar 1966
- Club 31 de Octubre - Finaliste de la Copa Simón Bolivar 1966
- Cruzeiro Esporte Clube - Vainqueur de la Taça Brasil 1966
- Santos FC - Finaliste de la Taça Brasil 1966
- CD Universidad Católica - Champion du Chili 1966
- CSD Colo-Colo - Vice-champion du Chili 1966
- Club Independiente Santa Fe - Champion de Colombie 1966
- Independiente Medellin - Vice-champion de Colombie 1966
- Barcelona Sporting Club - Champion d'Équateur 1966
- Club Sport Emelec - Vice-champion d'Équateur 1966
- Cerro Porteño - Champion du Paraguay 1966
- Club Guaraní - Vice-champion du Paraguay 1966
- Club Universitario de Deportes - Champion du Pérou 1966
- Sport Boys Association - Vice-champion du Pérou 1966
- Club Nacional de Football - Champion d'Uruguay 1966
- Deportivo Italia - Champion du Venezuela 1966
- Deportivo Galicia - Vice-champion du Venezuela 1966

### Premier tour
| Rang | Équipe                         | Pts     | J       | G       | N       | P       | Bp      | Bc      | Diff    |  | Résultats (▼ dom., ► ext.)     | Cru | UDe | SBo | Gal | Ita |
| ---- | ------------------------------ | ------- | ------- | ------- | ------- | ------- | ------- | ------- | ------- |  | ------------------------------ | --- | --- | --- | --- | --- |
| 1    | Cruzeiro Esporte Clube         | 15      | 8       | 7       | 1       | 0       | 22      | 6       | +16     |  | Cruzeiro Esporte Clube         |     | 4-1 | 3-1 | 3-1 | 4-0 |
| 2    | Club Universitario de Deportes | 11      | 8       | 5       | 1       | 2       | 11      | 8       | +3      |  | Club Universitario de Deportes | 2-2 |     | 1-0 | 2-0 | 1-0 |
| 3    | Sport Boys Association         | 5       | 8       | 2       | 1       | 5       | 10      | 11      | -1      |  | Sport Boys Association         | 1-2 | 0-1 |     | 2-0 | 0-0 |
| 4    | Deportivo Galicia              | 5       | 8       | 2       | 1       | 5       | 5       | 10      | -5      |  | Deportivo Galicia              | 0-1 | 2-0 | 2-1 |     | 0-0 |
| 5    | Deportivo Italia               | 4       | 8       | 1       | 2       | 5       | 3       | 16      | -13     |  | Deportivo Italia               | 0-3 | 0-3 | 2-5 | 1-0 |     |
| 6    | Santos FC                      | Forfait | Forfait | Forfait | Forfait | Forfait | Forfait | Forfait | Forfait |  |                                |     |     |     |     |     |

| Rang | Équipe                      | Pts | J  | G | N | P | Bp | Bc | Diff |  | Résultats (▼ dom., ► ext.)  | Rac | RPl | SFe | Bol | Ind | Oct |
| ---- | --------------------------- | --- | -- | - | - | - | -- | -- | ---- |  | --------------------------- | --- | --- | --- | --- | --- | --- |
| 1    | Racing Club de Avellaneda   | 17  | 10 | 8 | 1 | 1 | 29 | 7  | +22  |  | Racing Club de Avellaneda   |     | 2-0 | 4-1 | 6-0 | 5-2 | 6-0 |
| 2    | Club Atlético River Plate   | 15  | 10 | 6 | 3 | 1 | 29 | 9  | +20  |  | Club Atlético River Plate   | 0-0 |     | 4-0 | 2-0 | 6-2 | 7-0 |
| 3    | Club Independiente Santa Fe | 8   | 10 | 3 | 2 | 5 | 33 | 27 | +6   |  | Club Independiente Santa Fe | 1-2 | 2-2 |     | 1-2 | 2-0 | 2-0 |
| 4    | Club Bolívar                | 8   | 10 | 2 | 4 | 4 | 11 | 21 | -10  |  | Club Bolívar                | 0-2 | 3-3 | 2-2 |     | 1-1 | 1-0 |
| 5    | Independiente Medellin      | 7   | 10 | 3 | 1 | 6 | 12 | 22 | -10  |  | Independiente Medellin      | 0-2 | 0-1 | 0-4 | 2-0 |     | 3-0 |
| 6    | Club 31 de Octubre          | 5   | 10 | 2 | 1 | 7 | 12 | 29 | -17  |  | Club 31 de Octubre          | 3-0 | 0-4 | 6-2 | 2-2 | 1-2 |     |

| Rang | Équipe                    | Pts | J  | G | N | P | Bp | Bc | Diff |  | Résultats (▼ dom., ► ext.) | Nac | Col | UCa | Gua | Eme | Bar | CPo |
| ---- | ------------------------- | --- | -- | - | - | - | -- | -- | ---- |  | -------------------------- | --- | --- | --- | --- | --- | --- | --- |
| 1    | Club Nacional de Football | 19  | 12 | 9 | 1 | 2 | 34 | 12 | +22  |  | Club Nacional de Football  |     | 5-2 | 0-0 | 3-1 | 3-0 | 2-0 | 4-1 |
| 2    | CSD Colo-Colo             | 15  | 12 | 7 | 1 | 4 | 30 | 28 | +2   |  | CSD Colo-Colo              | 3-2 |     | 4-2 | 1-0 | 3-2 | 3-2 | 5-1 |
| 3    | CD Universidad Católica   | 13  | 12 | 5 | 3 | 4 | 19 | 16 | +3   |  | CD Universidad Católica    | 0-3 | 5-2 |     | 1-1 | 1-2 | 3-1 | 3-1 |
| 4    | Club Guaraní              | 10  | 12 | 4 | 2 | 6 | 18 | 15 | +3   |  | Club Guaraní               | 0-1 | 4-2 | 1-1 |     | 3-0 | 4-1 | 1-2 |
| 5    | Club Sport Emelec         | 9   | 12 | 4 | 1 | 7 | 16 | 24 | -8   |  | Club Sport Emelec          | 1-4 | 4-3 | 0-1 | 0-2 |     | 3-0 | 2-1 |
| 6    | Barcelona Sporting Club   | 9   | 12 | 4 | 1 | 7 | 14 | 24 | -10  |  | Barcelona Sporting Club    | 2-1 | 1-1 | 0-2 | 2-1 | 2-1 |     | 1-2 |
| 7    | Cerro Porteño             | 9   | 12 | 4 | 1 | 7 | 14 | 26 | -12  |  | Cerro Porteño              | 2-6 | 0-1 | 1-0 | 1-0 | 1-1 | 1-2 |     |

### Deuxième tour
| Rang | Équipe                         | Pts | J | G | N | P | Bp | Bc | Diff |  | Résultats (▼ dom., ► ext.)     | Rac | Uni | RPl | Col |
| ---- | ------------------------------ | --- | - | - | - | - | -- | -- | ---- |  | ------------------------------ | --- | --- | --- | --- |
| 1    | Racing Club de Avellaneda      | 9   | 6 | 4 | 1 | 1 | 11 | 5  | +6   |  | Racing Club de Avellaneda      |     | 1-2 | 3-1 | 3-1 |
| 2    | Club Universitario de Deportes | 9   | 6 | 4 | 1 | 1 | 10 | 5  | +5   |  | Club Universitario de Deportes | 1-2 |     | 2-2 | 3-0 |
| 3    | Club Atlético River Plate      | 3   | 6 | 0 | 3 | 3 | 4  | 8  | -4   |  | Club Atlético River Plate      | 0-0 | 0-1 |     | 1-1 |
| 4    | CSD Colo-Colo                  | 3   | 6 | 1 | 1 | 4 | 3  | 10 | -7   |  | CSD Colo-Colo                  | 0-2 | 0-1 | 1-0 |     |

| Match de barrage | Racing Club de Avellaneda | 2 – 1 | Club Universitario de Deportes | Santiago |  |
| 18 juillet 1967  | Raffo ,                   |       | Lobaton                        |          |  |

| Rang | Équipe                    | Pts | J | G | N | P | Bp | Bc | Diff |  | Résultats (▼ dom., ► ext.) | Nac | Cru | Peñ |
| ---- | ------------------------- | --- | - | - | - | - | -- | -- | ---- |  | -------------------------- | --- | --- | --- |
| 1    | Club Nacional de Football | 5   | 4 | 2 | 1 | 1 | 6  | 4  | +2   |  | Club Nacional de Football  |     | 2-0 | 2-2 |
| 2    | Cruzeiro Esporte Clube    | 4   | 4 | 2 | 0 | 2 | 5  | 6  | -1   |  | Cruzeiro Esporte Clube     | 2-1 |     | 1-0 |
| 3    | Club Atlético PeñarolT    | 3   | 4 | 1 | 1 | 2 | 5  | 6  | -1   |  | Club Atlético PeñarolT     | 0-1 | 3-2 |     |

## Finales
| 15 août 1967 | Racing Club de Avellaneda | 0 – 0 | Club Nacional de Football | Stade Président Juan Domingo Perón, Avellaneda |
|              |                           |       |                           | Spectateurs : 120 000 Arbitrage : César Orosco |

| 25 août 1967 | Club Nacional de Football | 0 – 0 | Racing Club de Avellaneda | Stade Centenario, Montevideo                  |
|              |                           |       |                           | Spectateurs : 80 000 Arbitrage : César Orosco |

| 29 août 1967 | Racing Club de Avellaneda | 2 – 1 | Club Nacional de Football | Estadio Nacional de Chile, Santiago                   |                                                       |
|              | Cardozo 14e · Raffo 43e   |       | Viera 79e                 | Spectateurs : 50 000 Arbitrage : Rodolfo Pérez Osório | Spectateurs : 50 000 Arbitrage : Rodolfo Pérez Osório |

| Vainqueur de la Copa Libertadores 1967  |
| --------------------------------------- |
| Racing Club de Avellaneda Premier titre |